# TEKS (eksploziv)
TEKS (hemijski naziv 4,10-dinitro-2,6,8,12-tetraoka-4,10-diazatetraciclo[5.5.0.05,9.03,11]-dodekan) je gusta (ρ = 1,985 g cm−3) nitramin visokoeksplozivna supstanca, koja potiče od veoma moćnog i osetljivog visokoeksplozivnog sredstva CL-20. Iako povezan sa CL-20 u tome ima istu strukturu i može lakše da se sintetiše sa jeftinijim materijalima.  Za razliku od CL-20, TEKS je neosetljiv na trenje, ima nisku osetljivost na udar i veliki kritični stepen izdržljivosti, što ga čini zanimljivim eksplozivnim za punnjenje za takozvanu neosetljivu municiju.  Njegov sistematski naziv, 4,10-dinitro-2,6,8,12-tetraoksa-4,10-diazatetraciclo[5.5.0.05,9.03,11]-dodekan potiče od njegove tetraciklične strukture.

## Sinteza i proizvodnja
Za razliku od CL-20, koji zahteva glomaznu i čak skupu proceduru, njegova proizvodnja (TEKS-a) nije ni veoma komplikovana ni toliko skupa, ali mora se priznati da ima jeftinijih eksloziva od ovoga, a dobija se sa umerenim prinosom (40 tež.-%) u sintezi u jednom loncu od 1,4-diformil-2,3,5,6-tetrahidroksipiperazina (DFTHP) i mešane kiseline (H2SO4/HNO3). DFTHP se podvrgava hidrolizi katalizovanoj protonima i daje glioksal koji reaguje kao sa intermedijerom dajući eksplozivnu smešu TEKS. 
TEKS je bio u poslednje dve decenije predmet interesovanja Ekplosia kao i KTTV Univerziteta Pardubice. Međutim, može se reći da je interesovanje za TEKS opalo, jer je industrija počela da preferira druge eksplozive u municiji, kao što je NTO, koji je nešto jeftiniji i lakši za pripremu.

## Performance
Zasnovano na Kamlet-Jacobs metodi, formalna idealistička detonacija TEKS-a
C6H6N4O8 → 3 H2O(g) + 2CO2 + CO + 3 C(gr) + 2 N2
na temperaturi okoline i gustini TEKS (1,985 g/cm³) daje brzinu detonacije od 8170 m/s i pritisak CJ od 31,4 GPa. Proračuni sa naprednim kompjuterskim kodovima kao što su EKSPLO i CHEETAH zahtevaju još veću brzinu detonacije, ali slične vrednosti za pritisak detonacije definitivno zamenjuju neosetljivi visokoeksplozivni NTO. Eksperimentalno određivanje sa plastičnim vezanim formulacijama pri visokoj teorijskoj maksimalnoj gustini premašuje predviđene pritiske detonacije, ali je malo manji u pogledu brzine detonacije ako je prečnik punjenja ispod 90 mm. 

## Osetljivost
TEKS nije osetljiv na trenje i zahteva oko 40 džula energije da reaguje u BAM testu na udare. U testu samozapaljenja daje blagi odgovor na početnoj temperaturi od 252 °C. TEKS je takođe blago osetljiv na udarce u Large Scale Gap Testu (LSGT). 

## Toksičnost
TEKS ima sličnu rastvorljivost u vodi kao RDX i stoga će biti podjednako pokretljiv u zemljištu i podzemnim vodama. Međutim, u poređenju sa neosetljivim eksplozivnim NTO, koji je veoma rastvorljiv u vodi (16 g/L), trebalo bi da predstavlja niži nivo zabrinutosti kada se razmatraju uticaji neeksplodiranih ili delimično eksplodiranih punjenja na životnu sredinu. Preliminarno ispitivanje efekata TEKS-a pokazuje nešto manju toksičnost od RDX-a. 

## Aplikacija
Iako poznat od 1990. godine,  TEKS je i dalje eksperimentalni eksploziv. Međutim, s obzirom na veliki kritični prečnik i nisku osetljivost na udar, idealan je kandidat za neosetljivu municiju velikog kalibra kao što su bombe opšte namene, artiljerijske granate, torpeda i dubinske bombe. 